# نيما سانغاي
نيما سانغاي هو لاعب كرة قدم بوتاني في مركز الوسط، ولد في 1984 في تيمفو في بوتان. شارك مع منتخب بوتان لكرة القدم. أما مع النوادي، فقد لعب مع Drukpol FC ‏.

## وصلات خارجية
- نيما سانغاي على موقع قاعدة بيانات كرة القدم.إي يو (الإنجليزية)
- نيما سانغاي على موقع ناشيونال فوتبول تيمز (الإنجليزية)
- نيما سانغاي على موقع Soccerway.com (الإنجليزية)